# Carla Thomas

Plattenlabel von Gee Whiz

Carla Venita Thomas (* 21. Dezember 1942 in Memphis, Tennessee) ist eine amerikanische Soulsängerin. Sie gilt als die „Queen of Memphis Soul“ (Königin des „Memphis Soul“, auch „Southern Soul“ genannt).

## Leben
Im Alter von 17 Jahren nahm Thomas das Duett Because I Love You mit ihrem Vater Rufus Thomas auf, das im Süden der USA ein Hit wurde und dem Plattenlabel Satellite (aus dem später das legendäre Soullabel Stax Records entstand) einen ersten großen Erfolg bescherte.
1961 erreichte ihr Song Gee Whiz (Look in His Eyes) die Top 10 der Billboard R&B- und Popcharts und war damit die erste Platte des Memphis Soul, die USA-weit Erfolg hatte. Bis 1971 platzierten sich insgesamt 24 Lieder Thomas’ in amerikanischen Hitlisten, darunter I’ll Bring It on Home to You (eine Antwort auf Sam Cookes Bring It on Home to Me), Let Me Be Good to You und B-A-B-Y (von Isaac Hayes).
Besonders erfolgreich waren ihre Duette mit dem Soulsänger Otis Redding, zu denen die Hits Tramp (komponiert von Lowell Fulson) und Knock on Wood (von Steve Cropper und Eddie Floyd) gehören.
Im Jahr 1993 erhielt Carla Thomas einen „Pioneer Award“ der Rhythm and Blues Foundation.

## Diskografie

### Studioalben
| Jahr | Titel Musiklabel Katalog-Nr. | Höchstplatzierung, Gesamtwochen, AuszeichnungChartplatzierungen (Jahr, Titel, Musiklabel Katalog-Nr., Platzierungen, Wochen, Auszeichnungen, Anmerkungen) | Höchstplatzierung, Gesamtwochen, AuszeichnungChartplatzierungen (Jahr, Titel, Musiklabel Katalog-Nr., Platzierungen, Wochen, Auszeichnungen, Anmerkungen) | Höchstplatzierung, Gesamtwochen, AuszeichnungChartplatzierungen (Jahr, Titel, Musiklabel Katalog-Nr., Platzierungen, Wochen, Auszeichnungen, Anmerkungen) | Anmerkungen                                                               |
| Jahr | Titel Musiklabel Katalog-Nr. | UK | US | R&B | Anmerkungen                                                               |
| ---- | ---------------------------- | --- | --- | --- | ------------------------------------------------------------------------- |
| 1966 | Comfort Me Stax 706          | — | US134 (10 Wo.)US | R&B11 (10 Wo.)R&B | Erstveröffentlichung: Februar 1966 Supervisor: Jim Stewart                |
| 1966 | Carla Stax 709               | — | US130 (5 Wo.)US | R&B7 (16 Wo.)R&B | Erstveröffentlichung: Oktober 1966 Supervisor: Jim Stewart                |
| 1967 | King & Queen Stax 716        | UK18 (17 Wo.)UK | US36 (31 Wo.)US | R&B5 (25 Wo.)R&B | Erstveröffentlichung: April 1967 mit Otis Redding Supervisor: Jim Stewart |
| 1967 | The Queen Alone Stax 718     | — | US133 (6 Wo.)US | R&B16 (8 Wo.)R&B | Erstveröffentlichung: Juni 1967 Supervisor: Jim Stewart                   |
| 1969 | Memphis Queen Stax 2019      | — | US151 (5 Wo.)US | R&B26 (8 Wo.)R&B | Erstveröffentlichung: Juni 1969 Produzenten: Al Bell, Don Davis           |
| 1971 | Love Means … Stax 2044       | — | — | R&B42 (3 Wo.)R&B | Erstveröffentlichung: August 1971 Produzenten: Marvell Thomas, Don Davis  |

Weitere Studioalben
- 1961: Gee Whiz (Atlantic 8057)
- 1991: Hidden Gems (Stax 8568-2)

### Livealben
- 1967: On Stage Live (mit Booker T. & the M.G.’s, Sam & Dave, The Mar-Keys, Eddie Floyd und Otis Redding; 2 LPs; Atco 228009/228010)
- 2001: Live in Memphis (Aufnahme: Art Village, Memphis, am 10. Februar 2001; Memphis International 0202)
- 2007: Live at the Bohemian Caverns (Aufnahme: The Bohemian Caverns, Washington, D.C., am 25. Mai 1967; Stax 0888072303287)

### Kompilationen
| Jahr | Titel Musiklabel Katalog-Nr.           | Höchstplatzierung, Gesamtwochen, AuszeichnungChartplatzierungen (Jahr, Titel, Musiklabel Katalog-Nr., Platzierungen, Wochen, Auszeichnungen, Anmerkungen) | Höchstplatzierung, Gesamtwochen, AuszeichnungChartplatzierungen (Jahr, Titel, Musiklabel Katalog-Nr., Platzierungen, Wochen, Auszeichnungen, Anmerkungen) | Höchstplatzierung, Gesamtwochen, AuszeichnungChartplatzierungen (Jahr, Titel, Musiklabel Katalog-Nr., Platzierungen, Wochen, Auszeichnungen, Anmerkungen) | Anmerkungen                     |
| Jahr | Titel Musiklabel Katalog-Nr.           | UK | US | R&B | Anmerkungen                     |
| ---- | -------------------------------------- | --- | --- | --- | ------------------------------- |
| 1969 | The Best of Carla Thomas Atlantic 8232 | — | US190 (4 Wo.)US | — | Erstveröffentlichung: Juli 1969 |

Weitere Kompilationen
- 1979: Chronicle: Their Greatest Stax Hits (Splitalbum mit Rufus Thomas; Stax 4124)
- 1980: The Best of Carla Thomas (Atlantic 50 800)
- 1993: The Best of Carla Thomas: The Singles Plus! 1968–1973 (Stax 093)
- 1994: Sugar (Stax 8587)
- 1994: Gee Whiz: The Best of Carla Thomas (Rhino 71633)
- 1997: Gee Whiz and Other Hits (Flashback 72669)
- 2006: Stax Profiles (Stax 0025218862127)
- 2007: The Platinum Collection (Warner Platinum/Rhino 8122-79995-4)
- 2013: Sweet Sweetheart, The American Studio Sessions and More (Ace UK 012)

### Singles
| Jahr | Titel Album                                                | Höchstplatzierung, Gesamtwochen, AuszeichnungChartplatzierungen (Jahr, Titel, Album, Platzierungen, Wochen, Auszeichnungen, Anmerkungen) | Höchstplatzierung, Gesamtwochen, AuszeichnungChartplatzierungen (Jahr, Titel, Album, Platzierungen, Wochen, Auszeichnungen, Anmerkungen) | Höchstplatzierung, Gesamtwochen, AuszeichnungChartplatzierungen (Jahr, Titel, Album, Platzierungen, Wochen, Auszeichnungen, Anmerkungen) | Anmerkungen |
| Jahr | Titel Album                                                | UK | US | R&B | Anmerkungen |
| ---- | ---------------------------------------------------------- | --- | --- | --- | --- |
| 1961 | Gee Whiz (Look at His Eyes) Gee Whiz                       | — | US10 (14 Wo.)US | R&B5 (14 Wo.)R&B | Erstveröffentlichung: Oktober 1960 Autor: Carla Thomas |
| 1961 | A Love of My Own Gee Whiz                                  | — | US56 (6 Wo.)US | R&B20 (3 Wo.)R&B | Erstveröffentlichung: April 1961 Autor: Carla Thomas |
| 1962 | I’ll Bring It Home to You –                                | — | US41 (8 Wo.)US | R&B9 (5 Wo.)R&B | Erstveröffentlichung: September 1962 Antwortsong auf Sam Cookes Bring It on Home to Me Autor: Sam Cooke                                                                     |
| 1963 | What a Fool I’ve Been –                                    | — | US93 (2 Wo.)US | R&B28 (2 Wo.)R&B | Erstveröffentlichung: Mai 1963 Autoren: Steve Cropper, William Bell |
| 1964 | That’s Really Some Good –                                  | — | US92 (2 Wo.)US | R&B30 (5 Wo.)R&B | Erstveröffentlichung: 29. April 1964 als Rufus and Carla, mit Rufus Thomas Autor: Carla Thomas                                                                              |
| 1964 | Night Time Is the Right Time –                             | — | US94 (1 Wo.)US | — | B-Seite von That’s Really Some Good als Rufus and Carla, mit Rufus Thomas Autoren: Lattimore Brown, Ozzie Cadena, Lew Herman Original: Ray Charles with the Raylettes, 1959 |
| 1964 | I’ve Got No Time to Lose –                                 | — | US67 (9 Wo.)US | R&B13 (10 Wo.)R&B | Erstveröffentlichung: Juli 1964 Autoren: Deanie Parker, Steve Cropper |
| 1964 | A Woman’s Love –                                           | — | US71 (4 Wo.)US | R&B29 (11 Wo.)R&B | Erstveröffentlichung: Oktober 1964 Autoren: Carla Thomas, Steve Cropper |
| 1965 | How Do You Quit (Someone You Love) –                       | — | — | R&B39 (3 Wo.)R&B | Erstveröffentlichung: Januar 1965 Autoren: David Porter, Ed Lee, Raymond Moore                                                                                              |
| 1965 | Stop! Look What You’re Doing –                             | — | US92 (3 Wo.)US | R&B30 (7 Wo.)R&B | Erstveröffentlichung: 26. Mai 1965 Autoren: Alvertis Isbell, Eddie Floyd |
| 1966 | Let Me Be Good to You Carla                                | — | US62 (6 Wo.)US | R&B11 (16 Wo.)R&B | Erstveröffentlichung: 22. März 1966 Autoren: David Porter, Isaac Hayes, Carl Wells                                                                                          |
| 1966 | B-A-B-Y Carla                                              | — | US14 Gold · (16 Wo.)US | R&B3 (15 Wo.)R&B | Erstveröffentlichung: 18. Juli 1966 Autoren: David Porter, Isaac Hayes |
| 1966 | Something Good (Is Going To Happen to You) The Queen Alone | — | US74 (7 Wo.)US | R&B29 (7 Wo.)R&B | Erstveröffentlichung: Dezember 1966 Autoren: David Porter, Isaac Hayes |
| 1967 | When Tomorrow Comes The Queen Alone                        | — | US99 (1 Wo.)US | — | Erstveröffentlichung: 21. März 1967 Autoren: David Porter, Isaac Hayes |
| 1967 | Tramp King & Queen                                         | UK18 (11 Wo.)UK | US26 (9 Wo.)US | R&B2 (13 Wo.)R&B | Erstveröffentlichung: 13. April 1967; mit Otis Redding Autoren: Lowell Fulson, Jimmy McCracklin Original: Lowell Fulson, 1966                                               |
| 1967 | I’ll Always Have Faith in You The Queen Alone              | — | US85 (4 Wo.)US | R&B11 (6 Wo.)R&B | Erstveröffentlichung: 29. Mai 1967 Autoren: Alvertis Isbell, Eddie Floyd |
| 1967 | Knock on Wood King & Queen                                 | UK35 (5 Wo.)UK | US30 (9 Wo.)US | R&B8 (8 Wo.)R&B | Erstveröffentlichung: 28. Juli 1967; mit Otis Redding Autoren: Eddie Floyd, Steve Cropper Original: Eddie Floyd, 1966                                                       |
| 1967 | Pick Up the Pieces The Best of Carla Thomas                | — | US68 (6 Wo.)US | R&B16 (7 Wo.)R&B | Erstveröffentlichung: 1. Dezember 1967 Autoren: Don Davis, Fred Briggs, Kent Barker                                                                                         |
| 1968 | Lovey Dovey King & Queen                                   | — | US60 (6 Wo.)US | R&B21 (7 Wo.)R&B | Erstveröffentlichung: 24. Januar 1968; mit Otis Redding Autoren: Ahmet Ertegün, King Curtis Original: The Clovers, 1957                                                     |
| 1968 | I’ve Fallen in Love (With You) Memphis Queen               | — | — | R&B36 (4 Wo.)R&B | Erstveröffentlichung: September 1968 Autor: Carla Thomas |
| 1968 | Where Do I Go Memphis Queen                                | — | US86 (2 Wo.)US | R&B38 (4 Wo.)R&B | B-Seite von I’ve Fallen in Love aus dem Off-Broadway-Musical Hair Autoren: Galt MacDermot, James Rado, Gerome Ragni Original: Walker Daniels & the Company, 1967            |
| 1969 | I Like What You’re Doing (To Me) Memphis Queen             | — | US49 (11 Wo.)US | R&B9 (11 Wo.)R&B | Erstveröffentlichung: Februar 1969 Autoren: Bettye Crutcher, Homer Banks, Raymond Jackson                                                                                   |
| 1970 | Guide Me Well Memphis Queen                                | — | — | R&B41 (5 Wo.)R&B | Erstveröffentlichung: April 1970 Autoren: David Porter, Isaac Hayes, Don Davis                                                                                              |
| 1971 | You’ve Got a Cushion to Fall On Love Means …               | — | — | R&B49 (2 Wo.)R&B | Erstveröffentlichung: November 1971 Backing Vocals: The Emotions Autoren: Homer Banks, Raymond Jackson                                                                      |

Weitere Singles
- 1960: Cause I Love You (als Rufus and Carla, mit Rufus Thomas; VÖ: August)
- 1961: I Didn’t Believe (als Rufus and Friend, mit Rufus Thomas)
- 1961: (Mama, Mama) Wish Me Good Luck
- 1962: I Kinda Think He Does
- 1963: Gee Whiz, It’s Christmas
- 1965: When You Move You Lose (als Rufus and Carla, mit Rufus Thomas)
- 1965: Comfort Me
- 1966: Birds and Bees (als Rufus and Carla, mit Rufus Thomas)
- 1966: All I Want for Christmas Is You
- 1968: A Dime a Dozen
- 1969: Ooh Carla, Ooh Otis (mit Otis Redding)
- 1969: Just Keep On Loving Me (mit Johnnie Taylor)
- 1969: I Need You Woman (mit William Bell)
- 1969: Some Other Man (Is Beating Your Time)
- 1970: The Time for Love
- 1970: I Loved You Like I Love My Very Life
- 1972: Sugar
- 1971: Daughter, You’re Still Your Daddy’s Child
- 1972: I May Not Be All You Want (But I’m All You Got)
- 1973: Love Among People
- 1994: Things Ya Make Me Do Remixes